# عبدالرحمن السعید
عبدالرحمن السعید (عربی: عبدالله الرحمن السعيد؛ زادهٔ ۷ اوت ۱۹۹۱) یک بازیکن فوتبال اهل عربستان سعودی است.